# Gamma² Caeli
X Caeli eller Gamma2 Caeli (γ2 Caeli, förkortad Gamma21 Cae, γ2 Cae), som är stjärnans Bayer-beteckning, är en dubbelstjärna i östra delen av stjärnbilden Gravstickeln. Den har en kombinerad genomsnittlig skenbar magnitud av 6,32 och är svagt synlig för blotta ögat där ljusföroreningar ej förekommer. Baserat på parallaxmätning inom Hipparcosuppdraget på ca 9,6 mas, beräknas den befinna sig på ett avstånd av ca 341 ljusår (105 parsek) från solen. Den rör sig bort från solen med en heliocentrisk radiell hastighet av +6 km/s.

## Egenskaper
Primärstjärnan Gamma2 Caeli A är en gul till vit underjättestjärna av spektralklass F2 IV/V. Den har en massa som är ca 50 procent större än solens massa, en radie som är ca 3,4 gånger solens radie och avger ca 24 gånger mer energi än solen från dess fotosfär vid en effektiv temperatur på ca 7 200 K. Den klassificeras som en Delta Scuti-variabel och dess magnitud varierar från +6,28 till +6,39 med en period av 3,25 timmar. Vid observationer år 2000 identifierades minst sex oberoende pulsationslägen för denna variation.
Följeslagaren Gamma2 Caeli B är en gul underjättestjärna med skenbar magnitud 9,65 och år 2000 separerad från primärstjärnan med 0,89 bågsekunder vid en positionsvinkel på 183°.